# Raquel Alzate
Pour les articles homonymes, voir Alzate.
Raquel Alzate est une illustratrice et dessinatrice de bandes dessinées espagnole, née en 1972 à Barakaldo. Elle est également  dessinatrice humoristique et sculpteur.

## Biographie
Diplômée des Beaux-Arts, elle collabore à divers fanzines, tels que RIP ou Lobotonía et à des revues comme TOS et BD Banda. Elle illustre aussi des livres pour enfants pour diverses maisons d'édition.
Un de ses univers de prédilection est la mythologie. Elle réalise des livres sur la mythologie basque pour l’éditeur Astiberri, notamment Mitológika, une vision contemporaine des êtres magiques d'Euskadi et Le Monde des sorcières en 2001 et 2002. Plusieurs de ses planches ont été exposées au Centre Culturel Ernest Lluch en 2007.
Dans son travail de sculpture, elle crée notamment des figurines de plomb, en parallèle du dessin d'images fantastiques pour des jeux de rôles.
Sa première bande dessinée, parue en France sous le titre La Croix du Sud, est primée au Salón del Cómic de Barcelona (es)[réf. souhaitée].

## Œuvres

### Bandes dessinées
- La Croix du Sud (Cruz del Sur, 2004), scénario de Luis Durán ; dessins de Raquel Alzate, Dargaud collection Long courrier, 2006[4].
- série La Ville d’Ys
- 1 La Folie Gradlon, Dargaud, 2013
Scénario : Rodolphe - Dessin et couleurs : Raquel Alzate
- 2 Morgane la rouge, Dargaud, 2013
Scénario : Rodolphe - Dessin et couleurs : Raquel Alzate